# Widia

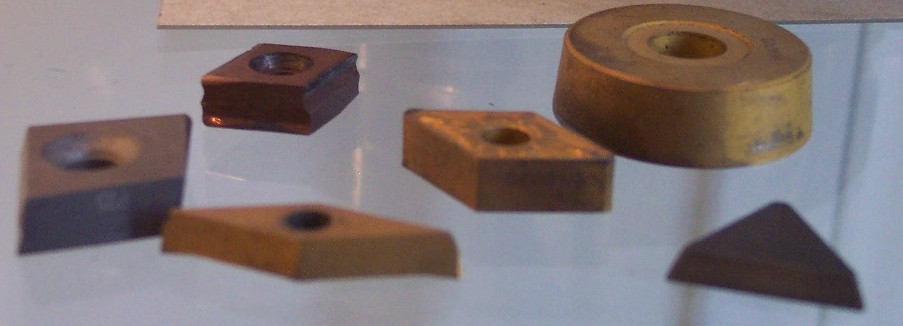
Objets en widia.

Widia est le nom commercial du premier carbure fritté à avoir été fabriqué et utilisé à l'échelle industrielle. Cette marque a été déposée par la société Krupp le 25 décembre 1925. Ce matériau appartient à la famille des cermet. 

## Origine du nom
Ce nom vient de wie diamant qui veut dire "comme du diamant" en allemand.

## Composition
Il se compose de carbure de tungstène WC aggloméré avec du cobalt Co.